# La huida (película de 1970)
La huida (del ruso: Бег) es una película en dos partes soviética dirigida por Aleksandr Álov y Vladímir Naúmov en 1970, basada en las novelas La huida, La guardia blanca y Mar Negro de Mijaíl Bulgákov.

## Argumento
En 1920, la Guerra Civil Rusa se acerca a su fin. La entrada del Ejército Rojo en Crimea fuerza la salida de todos aquellos que buscaban huir de la revolución. En este flujo de gente se encuentran los personajes más variopintos: la indefensa Serafima Korzújina (que busca a su marido, el viceministro Korzujin, quien afirma que no tiene esposa), la señora Lyuska y el general Charnota, el asistente de profesor Golubkov y el general Jlúdov. Jlúdov es un hombre atormentado por sus víctimas, que se le aparecen en sueños despierto, es quizá el personaje central de la película.
Emigrados a Estambul, su vida es mísera, Charnota, que vende soldaditos rojos de madera, pierde lo poco que le queda apostando a Jenízaro en las carreras de cucarachas -"el pasatiempo favorito de la zarina"-. Lyuska lo abandona y se va a París, Serafima piensa prostituirse, pero Golubkov pide a Jlúdov que no la deje salir y emprende un viaje imprevisible a París en busca de Korzujin, que se niega a ayudarles, pero Charnota le gana una fortuna a las cartas y descubre que Lyuska es ahora la amante de Korzujin. Ambos regresan a Estambul (no sin antes ofrecer un convite a los pobres de París, pues Charnota -que se ha paseado por la ciudad sin pantalones- se siente muy ligado a ellos), donde se encuentran con Jlúdov y Serafima, que los aguardan ya desesperanzados. Por ese tiempo se proclamó la amnistía para los cosacos en la URSS, adonde podían regresar, y es lo que deciden hacer todos.

## Reparto

### Personajes principales
- Liudmila Savélieva, Serafima Vladímirovna Korzújina, esposa del viceministro de comercio.
- Alekséi Batálov, Serguéi Pávlovich Golubkov, asistente de profesor en la Universidad de San Petersburgo.
- Mijaíl Uliánov, Grigori Lukiánovich Charnota, general.
- Tatiana Tkach, Lyuska Kórsakova, compañera de Charnota.
- Vladislav Dvorzhetski, Román Valeriánovich Jlúdov, basado probablemente en el general Yákov Slaschov.
- Yevgueni Yevstigniéyev, Paramón Ilich Korzujin, viceministro de comercio.

### Personajes secundarios
- Román Jomiátov, Mijaíl Vasílievich Frunze, comandante rojo.
- Vladímir Zamanski, Báiev, comandante rojo.
- Nikolái Olialin, Krapilin, soldado.
- Bruno Freindlij, Comandante en jefe blanco, basado en el barón Piotr Wrangel.
- Vladímir Ósenev, Tiji, agente de contraespionaje blanco
- Aleksandr Yanvariov, Golován, yesaúl (ayudante de Jlúdov).
- Vladímir Básov, Artur Artúrovich, zar de las cucarachas.
- Tamara Lóguinova, Maya Konstantínovna, en la taquilla.
- Oleg Yefrémov, coronel de la guardia blanca.
- Aliosha Naúmov, Petka Scheglov
- Pável Shringfeld, Skunki, agente de contraespionaje blanco.
- Nikolái Serguéyev, empleado de la funeraria.

### Otros personajes
- Natalia Varléi, joven con la cabra.
- Pável Vínnik, agente de contraespionaje blanco.
- Konstantín Vóinov, general Krávchenko.
- Mijaíl Gluzski, shtabskapitan blanco.
- Nikolái Górlov, Afrikán.
- Mikaela Drozdóvskaya, modista.
- Valeri Zolotujin, cantante de variedades.
- Alfred Zinóviev, Paísi.
- Naúm Korzhavin, maestro de ceremonias del circo de Estambul.
- Nikolái Kutúzov, superior del monasterio Kirílovski cerca de Berislav.
- Dmitri Orlovski, telegrafista.
- Yuri Potiomkin, músico de la banda fúnebre.
- Vladímir Protasenko, comandante de brigada.
- Gótlib Roninsón, griego.
- Gueorgui Svetlani, profesor con contrabajo.
- Serguéi Torkachevski, cadete.
- Stanislav Jitrov, Antuán Gríschenko, criado de Korzujin.
- Nikolái Yudin, monje.
- Anatoli Yabárov, soldado con ataúd.

## Equipo
- Directores y guionistas: Aleksandr Álov y Vladímir Naúmov.
- Operador principal: Leván Paatashvili.
- Directores artísticos: Alexéi Parjómenko, Natalia Parjómenko y K. Stepánov.
- Compositor: Nikolái Karétnikov.
- Trajes: Lidia Numi.
- Montaje: Tamara Zubrova.
- Sonido: Roland Kazarián.
- Consultora literaria: Yelena Bulgákova.
- Consultores militares: general de ejército Iván Pávlovski, general-teniente Nikolái Oslitovski, mayor general N. Molotkov.
- Productor: Mijaíl Amiradzhibi.